# Герб городского округа Мытищи
Герб городского округа Мыти́щи — является символом городского округа Мытищи Московской области. Утверждён решением Совета депутатов Мытищинского муниципального района от 25 января 2007 года № 49/4. Герб внесён в Государственный геральдический регистр под № 330.

## Описание герба
В пересечённом червлёном (красном) и лазоревом (синем, голубом) поле включённая зелёная оконечность; поверх всего — закрывающий пересечение серебряный акведук на двух видимых опорах и трёх видимых арках, сопровождаемый в средней арке золотой ладьёй с конской головой на носу, перекатываемой волоком на катках того же цвета; по акведуку скачет Св. Георгий, поражающий копьём и топчущий крылатого змея; все фигуры золотые.— Положение о Гербе Мытищинского района

## Обоснование символики
Слово Мытищи буквально означает место, где когда-то собирали пошлину — «мыт». Яузский путь издревле существовал в районе современного города — в гербе это отражено ладьёй на катках. Край издревле славился прекрасной ключевой водой, что и позволило провести в Москву первый в России водопровод, что символизируют арки акведука, а фигура Св. Георгия, основной элемент герба Москвы, отражает то, что водопровод связывал Мытищи с Москвой.
- Голубой цвет отражает реку Яузу, на берегах которой расположен район. Голубой цвет в геральдике символизирует мир, чистоту неба, истину, возвышенные устремления и честь.
- Зелёный цвет символизирует природу района. В геральдике также символ плодородия, жизни и здоровья.
- Золото в геральдике — символ высшей ценности, прочности, силы, великодушия, солнечного света и рассвета.
- Серебро в геральдике — символ чистоты, мудрости, благородства, мира, взаимосотрудничества.

— Положение о Гербе Мытищинского района

## Авторская группа
Идея герба: Герберт Шмидт (Мытищи), Андрей Каменский (Мытищи), Владимир Назаров (Москва);
геральдическая доработка: Константин Мочёнов (Химки);
художник: Роберт Маланичев (Москва);
компьютерный дизайн: Оксана Афанасьева (Москва).